# Dominique Regia-Corte
 (mai 2013).
Dominique Regia-Corte est un artiste, auteur compositeur arrangeur des années 1980. Il se consacre plus tard dans sa carrière au Racing Club de Lens.

## Carrière artistique
Il commence sa carrière en 1982 avec le groupe Magazine 60 (en collaboration avec Jean-Luc Drion) en publiant plusieurs singles. En 1986 ils créent un autre projet musical au sein du groupe italo disco Monte Kristo et produisent quelques singles qui connaîtront plus ou moins de succès à travers l'Europe : Sherry Mi Sai, Lady Valentine, Stop the world, Que nose. 
Mais le plus gros succès restera Don Quichotte (avec Magazine 60) qui a été classé dans le Top 50 dans 3 pays différents. Il obtient dix disques d'or avec ce groupe.

## Transition
Dans les années 1990, en tant que compositeur, il contacte les dirigeants du Racing Club de Lens dans le but d'écrire des chansons pour celui-ci. Il sort un premier disque Fier d'être lensois, dont 40 000 exemplaires sont écoulés. Ce groupe, dont il est le chanteur sort plusieurs albums sur la décennie. Parmi ces titres figurent Rasta Lensois, Ch'gros René, Mon vieux Bollaert ou encore On a gagné la coupe de la Ligue.

## Racing Club de Lens
La direction du Racing Club de Lens, au milieu des années 1990, demande à Dominique Regia-Corte de travailler exclusivement au sein du club lensois. Regia-Corte refuse cette proposition, gardant une activité dans le monde de la musique, mais accepte de devenir speaker du Racing Club de Lens associé à Roger Rudynski. Le duo se distingue avec Regia-Corte dans le domaine de l'animation, Rudynski ayant un rôle plus orienté vers les déclarations officielles. Conservant ces fonctions, il se consacre exclusivement au club à partir du début des années 2000. Il est alors nommé responsable des relations entre le club et les supporters, fonctions qu'il occupe au centre technique de La Gaillette à Avion, à la sortie de Lens. Depuis, il est devenu le Directeur de la Communication du club tout en restant le speaker du stade Félix-Bollaert. En 2008, il est considéré par Le Figaro comme un « homme clé fédérateur ».
En plus de ses activités avec le RC Lens, Regia-Corte travaille pour la Ligue de football professionnel. Membre de la Commission Nationale Mixte de Sécurité et d'Animation dans les Stades (CNMSA), il est aussi animateur lors de la finale de la Coupe de la Ligue chaque année au stade de France,.
A la fin de la saison 2016/2017, il quitte ses fonctions au sein de RCL.